# Cyrano de Bergerac (Alfano)
Cyrano de Bergerac és una obra dramaticomusical en quatre actes composta el 1933 per Franco Alfano sobre un llibret en francès i italià d'Henri Cain, basat en Cyrano de Bergerac d'Edmond Rostand. Es va estrenar el 22 de gener de 1936 al Teatro dell'Opera di Roma de Roma, dirigida per Tullio Serafin.